# 石田太志
石田 太志（いしだ たいし、1984年4月5日 - ）は、日本のプロフットバッグプレイヤー。2006年、2010年、2012年、2017年、2019年、2020年のJAPAN FOOTBAG CHAMPIONSHIPSを優勝し、更に2014年、2018年にフットバッグの世界大会であるWorld Footbag Championshipsでも優勝しアジア人初の世界一に輝いた日本を代表するフットバッグプレイヤー。2018年にはまたアジア人で初めてフットバッグ界の殿堂入りも果たした。これは600万人いるプレイヤーの中で過去45年の間に79人のみ選出されている。

## 略歴
神奈川県横浜市出身。文教大学情報学部情報システム学科卒業。大学1年生時に『ムラサキスポーツ』にて、海外のフットバッグプレイヤーがプレーする映像を見てフットバッグを始める。2006年にカナダ、2008年にヨーロッパを周遊しながらフットバッグの技術を磨き、一度は株式会社コムデギャルソンに勤めたがフットバッグを世界に広げる一心で退職を決断。
現在日本で唯一のプロフットバッグプレイヤーとしてメディア出演やパフォーマンス活動、講演等も精力的に行っている。最近では「めざましテレビ」や「ZIP！」「NEWS ZERO」「1億人の大質問！？笑ってコラえて！」にも出演した。
2004、2007、2010、2012年、2014年、2015年、2016年、2017年、2018年にはWorld Footbag Championshipに出場し、2014年と2018年は優勝しアジア人初の世界一に輝いた。
トップフットバッグプレイヤーとしての他、フットバッグの普及にも力を入れており、メディア出演やパフォーマンス活動、キッズやアスリートに対するトレーニング支援なども精力的に行っている。

## 成績
- Japan Footbag Championships 2003　第6位
- Japan Footbag Championships 2004　第6位
- Japan Footbag Championships 2005　第6位
- Japan Footbag Championships 2006　優勝
- Japan Footbag Championships 2007　第3位
- Japan Footbag Championships 2008　第2位
- Japan Footbag Championships 2009　第2位
- Japan Footbag Championships 2010　優勝
- Japan Footbag Championships 2011　第2位
- Japan Footbag Championships 2012　優勝
- Japan Footbag Championships 2013　第2位
- Japan Footbag Championships 2017　全4部門優勝

- World Footbag Championships 2004 Intermediate Class　第6位
- World Footbag Championships 2007　第21位
- Todexon9(Prague2008) 第4位
- World Footbag Championships 2010　第11位
- World Footbag Championships 2012　第16位
- World Footbag Championships 2014　優勝(アジア人初)
- World Footbag Championships 2015   第5位
- World Footbag Championships 2016   第2位
- World Footbag Championships 2017   第3位
- World Footbag Championships 2018 総合優勝・シュレッド30部門優勝・殿堂入り(アジア人初)
- Footbag US Championships 2019 総合優勝

## 出演

### TV
- 2006.11 毎日放送「知っとこ!」出演
- 2007.10 WATCH ME TV×TV出演

2007.11 フジテレビ「笑っていいとも!」出演
2007.11 NHK「こんにちはいっと6けん」出演
2008.11 テレビ神奈川「みんなが出るテレビ」出演
2011.01 日本テレビ「ぶらり途中下車の旅」出演
2011.02 TBS「おもろゲ動画SHOW」出演
2011.02 テレビ東京「集団サプライズSHOW」出演
2011.12 「ギネス世界記録のイケメン&美女100人」出演
2012.11 アスリート・ジャポン出演
2013.05 WOWOW「ザ・プライムショー」出演
2014.05 毎日放送「ちちんぷいぷい」出演
2015.01 日本テレビ「ZIP!」出演
2015.01 フジテレビ「めざましテレビアクア」出演
2015.01 日本テレビ「NEWS ZERO」出演
2015.02 NHK「ひるまえほっと」
2015.03 フジテレビ「1 Hour Sense」出演
2015.04 日本テレビ「1億人の大質問!?笑ってコラえて!」出演
2015.06 日本テレビ「女の体当たりサーチ番組　なぜ？そこ？」出演
2015.11 NHK WORLD 「SPORTS JAPAN」出演
2015.12 NHK「ひるまえほっと年末スペシャル」出演
2016.04 日本テレビ「スクール革命!」出演
2016.05 NHK WORLD 「DokiDoki！ワールドTV」出演
2016.06 NHK WORLD 「SPORTS JAPAN」出演
2016.11 Abema TV「サッカーキング・ハーフタイム」出演
2017.01 テレビ東京「みらいのつくりかた」出演
2017.03 BS12「BOOKSTAND.TV」出演
2017.04 テレビ神奈川「有限会社 嘉衛門」TV CM出演
2017.09 J:COM 「横浜人図鑑」出演
2017.10 NHK WORLD 「SPORTS JAPAN」出演
2017.11 BSフジ「Wake your dream」出演
2018.01 FM YOKOHAMA「F.L.A.G」出演
2018.04 毎日放送「ナミノリ！ジェニー」出演
2018.09 NHK「グッと!スポーツ」出演
2018.09 Abema TV「サッカーキング・ハーフタイム」出演
2019.05 フジテレビ「めざましテレビ」出演
2019.10 BS朝日「アスリートインフィニティ」出演
2019.11 レディオ湘南FM83.1「X-ing」出演
2019.11 BSテレ東「未来の主役」出演
2020.05 J-WAVE「MAKE MY DAY」出演
2020.07 BSN新潟放送「県境から行ってみずほ」出演
2020.07 NCT11「けん・ken・県央」出演
2020.08 NHK WORLD「J-Arena」出演

### 雑誌・WEB・DVD・書籍
- 2007.03 フリーマガジン「R25」に掲載

2010.02 渋谷スクランブル交差点前の巨大スクリーンQFRONTにてPV出演
2010.10 マガジンハウス「JANE」に掲載
2012.01 田中嘉が、聴く。インタビュー記事掲載
2013.10 WEB MAGAZINE PARCREW インタビュー記事掲載
2013.11 シブヤチャンネルインタビュー記事掲載
2013.12 タウンニュース旭区版掲載
2014.03 週刊サッカーダイジェスト掲載
2014.04 ISAMIカタログGUTS to FIGHT掲載
2014.08 NAVERまとめ掲載
2014.08 Yahoo!ニュース掲載
2014.09 「Q&A Sports」インタビュー記事掲載
2014.09 「横浜市タウンニュース」記事掲載
2014.09 スポーツジャーナリスト 二宮清純責任編集「スポーツコミュニケーショズ」記事掲載
2014.10 資生堂UNO「みんなのヘアカタログ」web掲載
2014.10 学研パブリッシング「ストライカーDX11.12月号」レッスン記事掲載
2014.10 「日刊スゴい人」インタビュー記事掲載
2014.10 「空手蹴り技上達法石田太志フットバッグトレーニング」DVD発売
2014.11 フットボールカルチャーマガジン「ROOTS」掲載
2014.12 学研パブリッシング「ストライカーDX1.2月号」記事掲載
2015.01 Yahoo!映像トピックス掲載（約40万アクセス獲得）
2015.01 映画サイト「Movie Collection」記事掲載
2015.03 フリーマガジン「R25」掲載
2015.04 ADVENTUREKING インタビュー記事掲載
2015.04 キュレーションメディア「socsoc」記事掲載
2015.04 映画サイト「Movie Collection」インタビュー記事掲載
2015.04 「Fight&Life」体幹トレーニング記事掲載
2015.06 「Fight&Life」体幹トレーニング記事掲載
2015.06 福島民報記事掲載
2015.09 タウンニュース神奈川区版掲載
2015.10 公益社団法人横浜中法人会「中法ニュース」インタビュー記事掲載
2015.11 ソラトニワ「GROOVIN BOX」ラジオゲスト出演
2015.12 海外情報サイト「sports slash」記事掲載
2016.01 umbro「ACCERATOR GALE」PV出演
2016.01 GLAM×BOSEタイアップページ掲載
2016.04 ADVENTUREKING インタビュー記事掲載
2016.05 スポーツ・冒険マガジン ド級！ インタビュー記事掲載
2016.06 文教大学広報誌「文教魂」インタビュー記事掲載
2016.06 ワールドサッカーキング付録「SOCCER SHOP KAMO Soccer Kit Catalogue」記事掲載
2016.06 読売新聞「しあわせ小箱」記事5日間連続掲載
2016.07 東京新聞「知られざる世界ランカー」記事掲載
2016.08 Yahoo!ニュース掲載
2016.08 サッカーキング掲載
2016.08 タウンニュース若葉掲載
2016.09 MOVIE Collection映像掲載
2016.09 ドクターズプラザ表紙掲載
2016.09 Azrenaイベント掲載
2016.11 FOSSILインタビュー記事掲載
2016.11 エンタメ系スポーツメディア「Andyou!」インタビュー記事掲載
2016.12 サッカーキング掲載
2017.01 アクションスポーツ系ウェブメディア「FINEPLAY」インタビュー映像掲載
2017.05 CW-X「CONDITIONING MAGAZINE」インタビュー記事掲載
2017.06 みんなで広げる ＃KAMOトモ キャンペーン写真掲載
2017.08 スルガ銀行「ゆめのはなし」インタビュー記事掲載
2017.08 サッカーキング掲載
2017.08 エンタメ系スポーツメディア「Andyou!」インタビュー記事掲載
2017.08 アクションスポーツ系ウェブメディア「FINEPLAY」記事掲載
2017.08 Azrena 記事掲載
2017.09 学研パブリッシング「ストライカーDX」記事掲載
2017.09 Facebookライブ配信番組「MK TV」出演
2017.10 エンタメ系スポーツメディア「Andyou!」インタビュー記事掲載
2017.10 アクションスポーツ系ウェブメディア「FINEPLAY」記事掲載
2018.01 スポーツ×ライフスタイルWEBマガジン「MELOS-メロス-」インタビュー記事掲載
2018.03 アストーク対談記事掲載
2018.08 OUTDOOR PRODUCTS WEB CM出演
2018.09 「スポーツの力」創刊号インタビュー記事掲載
2018.09 学研パブリッシング「ストライカーDX」記事掲載
2018.09 マガジンハウス「Tarzan」掲載
2018.10 マガジンハウス「Tarzan WEB」掲載
2019.01 自分創造メディア「NEXTYLE」インタビュー映像掲載
2019.01 TBSスポーツWEBメディア「Yeahhh!」映像掲載
2019.02 自分創造メディア「NEXTYLE」インタビュー映像掲載
2019.03 オリンピック・パラリンピック東京2020カウントダウンコンテンツ掲載
2019.06 STORES.jpスポンサー契約プレスリリース掲載
2019.06 STORES.jp代表との対談記事
2019.07 STORES.jpWEB広告出演
2019.08 Yahoo!ニュース掲載
2019.08 サッカーキング掲載
2019.08 FINEPLAY掲載
2019.10 STORES.jpプレスリリース掲載
2019.10 サッカーキング掲載
2019.10 FINEPLAY掲載
2019.12 はたラボインタビュー記事掲載
2020.01 SPORTIE.COM記事掲載
2020.01 HIGHFLYERSインタビュー記事掲載
2020.03 タウンニュース神奈川区版掲載
2020.05 サッカーショップKAMO「フットバッグを使ったトレーニング」掲載
2020.05 「サッカーキング」#おうちWEEK掲載
2020.06 KAMO JOIN US！リフティングキャンペーン掲載
2020.07 新潟日報掲載
2020.07 三條新聞掲載
2020.08 サッカーキング掲載
2020.08 FINEPLAY掲載
2020.08 タウンニュースわかば掲載
2020.09 小学館アウトドア情報誌「BE-PAL」連載開始
2021.01 「ScanSnap ix1600」新登場インタビュー

### イベント
- 2010.02 bjリーグにてパフォーマンス

2011.10 日本大学 学園祭出演
2011.10 スポーツ博覧会・東京2011出演
2011.12 名古屋グランパス試合前イベント「グランパス体育祭2012」出演
2012.05 （有）MAKIスポーツ「専用スタジオオープニングセレモニー」出演
2012.11 フリースクールフェスティバル2012出演
2012.11 湘南とつかYMCA＆戸塚東口商店会いーとつか祭出演
2012.12 墨田区「フウガすみだ応援合戦」出演
2012.12 書籍「Jリーグを観にいこう！」の出版、トークイベント出演
2012.12 老人ホーム若葉台ケアプラザ出演
2012.12 若葉台中央学童「学童ライブ」出演
2012.12 inverTカップ出演
2013.02 南三陸町「さんさん商店街1周年記念祭」出演
2013.02 ZOTTエキシビジョン出演
2013.03 ひらつな祭2013出演
2013.03 大阪ガス懇親会出演
2013.05 スポーツオブハート2013出演
2013.06 Red Bull Street Style Japan FINAL 2013出演
2013.08 北海道「hodge podge」出演
2013.08 日本大通り「ココカラ・リオーネ」出演
2013.08 JUNMEN/JUNRed Presents Soccer Junky出演
2013.08 京都京丹後市の祭り「フェスタ飛天」出演
2013.08 Fリーグバルドラール浦安試合前イベント出演
2013.09 バンタンデザイン研究所主催「The 5the JISEDAI Conference」出演
2013.10 Believe Japan Cup出演
2013.11 渋谷音楽祭出演
2013.12 新宿髙島屋「Buff 父の日イベント」出演
2013.12 Yokohama Footbag Sessions　（YOKOHAMA Three S）
2014.01 フットサルショップRODA「FOOTBAG EXPERIENCE」出演
2014.02 インタースタイル (ボードカルチャー&ファッション展示会) 出演
2014.03 よこはま大さん橋フェスタ2014出演
2014.03 墨田区「フウガすみだ応援合戦」出演
2014.03 フットサルショップRODA「FOOTBAG EXPERIENCE」出演
2014.04 プーマ×ムラサキスポーツイベント「Road to Brasil Fes.」 出演
2014.05 グランフロント大阪「SoccerJunky from JUNRed」出演
2014.06 新宿髙島屋「スポーツウィークス」出演
2014.07 JUNMEN/JUNRed From Soccer Junkyイベント出演
2014.08 Fリーグ「フウガドールすみだ対名古屋オーシャンズ」出演
2014.09 新宿伊勢丹イベント出演
2014.09 Jリーグ「横浜FC対大分トリニータ」出演
2014.10 足利キッズカーニバル出演
2014.12 Performance-GP 3rd 出演
2014.10 ココカラ・リオーネ出演
2014.10 渋谷音楽祭出演
2014.10 全日本空手道選手権大会出演
2014.11 R.NEWBOLD「SUNDAY LEAGUE SPORTS CLUB by R.NEWBOLD」出演
2014.11 旭区民スポーツ祭表彰式ゲスト出演
2014.11 KIRIN「東急グループKIRIN CUP」出演
2014.11 サッカーショップKAMO「都筑区民まつり」出演
2014.11 Perrier「Perrier Inspired by Street Art」出演
2014.12 Performance-GP 3rd 出演
2015.01 藤枝駅前商店街主催「駅北フェスタ」出演
2015.02 D.I.S. football battle jam ジャッジ、パフォーマンス出演
2015.03 スマイル復興支援フットサル大会出演
2015.03 サンモール洋光台「春まつり」出演
2015.03 TOKYO Outside Festival 2015出演
2015.04 JリーグFC東京対ヴァンフォーレ甲府「umbro Day」出演
2015.04 FUTEBOLiSTA天下一武道会出演
2015.04 R.NEWBOLD「SUNDAY LEAGUE SPORTS CLUB by R.NEWBOLD」出演
2015.04 ROOTS×Fリーグ2015/2016 フットボールメディアによる大討論会 出演
2015.05 XEBIO CUPイベント出演
2015.05 ALCYONE FUTSAL DAY in FUJIEDA出演
2015.05 伊勢丹府中店フットバッグイベント出演
2015.05 時之栖サッカーフェスティバル出演
2015.06 みんなのサッカーフェスティバル出演
2015.07 Jリーグ「横浜FC対コンサドーレ札幌」出演
2015.07 JFAフットボールデー2015出演
2015.07 FREESTYLE SHOW 舞出演
2015.07 長津田ふれあいサマーフェスタ2015出演
2015.09 VOGUE FASHION’S NIGHT OUT2015出演
2015.09 サクラス戸塚「健康サーキット」出演
2015.09 町田警察署「秋の交通安全キャンペーン」出演
2015.09 フットサルイベント「福本杯」出演
2015.09 サッカーショップKAMO「関西ファミリーバーゲン2015」出演
2015.10 Fリーグ「府中アスレティックFC対名古屋オーシャンズumbro day」出演
2015.10 旅祭2015出演
2015.10 横浜元気!!スポーツ・レクリエーションフェスティバル2015出演
2015.10 横浜若葉台地域ケアプラザ「福祉フェア」出演
2015.10 SUNDAY LEAGUE SPORTS CLUB by R.NEWBOLD 第3回フットサル大会 in東京出演
2015.11 ドイツ大使館主催「ドイツフェスティバル2015」出演
2015.11 長津田まつり出演
2015.11 JAPAN BEATBOX CHAMPIONSHIP 2015出演
2015.11 時之栖サッカーフェスティバル出演
2015.11 Outdoor Park in 森林公園出演
2015.12 Boqueriaオープニングパーティー出演
2016.01 UNIVERSITY KANSAI MISS CONTEST出演
2016.02 株式会社Beanjam新年会出演
2016.02 東京マラソンEXPO2016出演
2016.03 赤坂・青山子ども中高生教育事業イベント出演
2016.03 SMiLE×横浜市立みなと総合高等学校=200%東北復興フットサルイベント出演
2016.03 TOKYO Outside Festival 2016出演
2016.05 大興運輸フェスティバル出演
2016.05 ソトイコ！スポーツフェスタ出演
2016.06 小松成美熊本・大分復興支援講演会出演
2016.06 六角橋商店街「ドッキリヤミ市場」出演
2016.07 サッカーショップKAMO「SUMMER BARGAIN2016」出演
2016.07 六角橋商店街「ドッキリヤミ市場」出演
2016.09 サッカーショップKAMO「関西ファミリーバーゲン2016」出演
2016.10 なでしこリーグ「ノジマステラ神奈川相模原VSASエルフェン埼玉」出演
2016.10 WE ENJOY SPORTS!!!出演
2016.10 六角橋商店街「ドッキリヤミ市場」出演
2016.10 ソトイコ！スポーツフェスタ in 倉敷出演
2016.11 Outdoor Park in 森林公園出演
2016.11 第14回ジュニアサッカーフェスティバル in 味の素スタジアム出演
2016.11 長岡天満宮崇敬会主催「崇敬会杯」出演
2016.12 株式会社ビーンジャム主催「ちょっと早めのクリスマス＆忘年会」出演
2016.12 株式会社デサント「umbro2017AW発表会」出演
2017.01 小松成美主催「小松成美の人成塾」出演
2017.01 横浜市立浦島小学校 出演
2017.02 YOKOHAMA BLOCK PARTY vol.3出演
2017.02 横浜市立浦島小学校「すくすく会議」出演
2017.02 HALEO TOP TEAM ATHLETE SUMMIT出演
2017.02 Jリーグ「ガンバ大阪対ヴァンフォーレ甲府」開幕戦出演
2017.03 港区立港南子ども中高生プラザ親子イベント出演
2017.03 10th anniversary WAVE Conference in 品川出演
2017.03 TOKYO OUTSIDE FESTIVAL2016出演
2017.03 モリスポ吹田店イベント出演
2017.03 清瀬サッカーフェスティバル出演
2017.04 umbro「GACHI-TR[ガチトレ]キャンプ出演
2017.04 大口地域交流まつり出演
2017.05 大興運輸フェスティバル2017出演
2017.05 2017東京国際ユース(U-14)サッカー大会出演
2017.05 JUNRed×石田太志コラボレーションイベント出演
2017.05 横浜ホームコレクション「スポーツフェスタ」出演
2017.05 ルノーカングージャンボリー2017出演
2017.05 六角橋商店街「ドッキリヤミ市場」出演
2017.07 明治安田生命Jリーグワールドチャレンジ「浦和レッズ対ボルシア・ドルトムント」出演
2017.08 Kazoo festaイベント出演
2017.10 サッカーショップKAMO・KANSAI FAMILY BARGAIN 2017出演
2017.10 UMBRO×サカイクカップ！出演
2017.10 長岡天満宮崇敬会主催「崇敬会杯」出演
2017.11 Outdoor Park in 森林公園 2days 出演
2017.11 第7回親子で親しむ体力教室出演
2017.11 TOKYO outside Festiveal出演
2017.11 第15回ジュニアサッカーフェスティバル in 味の素スタジアム出演
2017.12 スマイル×F-connect×みなと総合高校＝
300%チャリティーフットサル大会！！出演
2017.12 UMOJA会出演
2018.01 麻布子ども中高生プラザアリーナ出演
2018.02 株式会社電通「オフィスポ」出演
2018.03 阪急うめだ本店「快眠フェア」出演
2018.03 南林間ジュニアクラブ出演
2018,03 TOKYO outside Festival 2018出演
2018.03 清瀬サッカーフェスティバル出演
2018.04 六角橋商店街「ドッキリヤミ市場」出演
2018.04 熱田神宮結婚式出演
2018.05 2018東京国際ユース(U-14)サッカー大会出演
2018.05 八王子東急スクエア「サッカーW杯直前！GWイベント」出演
2018.05 六本木CUBE「SCRATCH」出演
2018.05 富士北嶺公園「ラララ♪オーマルシェ！日本とフランスの祭典」出演
2018.06 GLOBAL WORK×soccer junkyイベント 出演
2018.08 JUNRed×石田太志コラボレーションイベント出演
2018.08 umbroとガンバ大阪のコラボサッカー大会「ガンバチャレンジU-12」出演
2018.09 地区センターまつり「エジョえじょフェスタ」出演
2018.09 東京ビッグサイト「ツーリズムEXPOジャパン」出演
2018.09 長岡天満宮崇敬会主催「崇敬会杯」出演
2018.09 Jリーグ「FC東京対清水エスパルス」出演
2018.09 サッカーショップKAMO・KANSAI FAMILY BARGAIN 2018出演
2018.10 FUN!FUN!FUN!体育の日記念イベント2018出演
2018.10 結婚式イベント出演
2018.10 結婚式イベント出演
2018.11 第16回ジュニアサッカーフェスティバル出演
2018.11 ドイツ大使館主催「ドイツフェスティバル2018」出演
2018.11 COOL JAPAN DANCE SHOWCASE Yokohama vol.8出演
2018.11 YOKOHAMA BAYSIDE SPORTS CARNIVAL 2018出演
2018.11 ジュングループ主催「ジュンの文化祭」出演
2018.12 F-connect×南高校チャリティーフットボール powered by Criacao出演
2018.12 結婚式イベント出演
2018.12 東大和市市民会館ハミングホール「夜のホールへ行かNight!」出演
2019.02 結婚式イベント出演
2019.02 横浜市立浦島小学校「石田選手とフットバッグを楽しもうの会」出演2019.03 TOKYO outside Festival 2019出演
2019.03 FREESTYLE FOOTBALL DREAM MATCH出演
2019.04 第3回マケルモンカ！！清瀬・被災地交流サッカーフェスティバル出演
2019.04 ACTIVE KIDS FESTA in TOKYOBAY ARIAKE出演
2019.05 中日ドラゴンズイベント「ファミリーシリーズ 2019」 D-STAGE LIVE!出演
2019.05 春まつり！稲沢～新・稲沢まつり～出演
2019.05 2019東京国際ユース(U-14)サッカー大会出演
2019.05 DIVA SPORTS CLUB28周年イベント出演
2019.05 六角橋商店街「ドッキリヤミ市場」出演
2019.05 萱場公園のリニューアルオープンイベント出演
2019.06 ベトナムフェスティバル2019出演
2019.06 六角橋商店街「ドッキリヤミ市場」出演
2019.06 横浜F・マリノス対松本山雅FC試合前イベント出演
2019.08 中野レンガ坂祭り2019出演
2019.08 東京オリンピック・パラリンピック応援イベント「松陰夏の縁日」出演
2019.09 ビィフォアード・ワンダラーズFC中間報告会出演
2019.09 ヨガフェスタ横浜2019出演
2019.09 六角橋商店街「ドッキリヤミ市場」出演
2019.09 MKTV presents 39s FES出演
2019.09 Jリーグ「湘南ベルマーレ対清水エスパルス」出演
2019.10 中野ZERO「東京都スポーツ推進員研修会」出演
2019.10 アクアシティお台場｢TOKYO RESORT SPORTS BASE 2019秋｣出演
2019.10 六角橋商店街「ドッキリヤミ市場」出演
2019.10 Moxy Tokyo Kinshicho出演
2019.10 ネイバーシップ我孫子国際交流文化祭出演
2019.11 ジャングルスポーツフェスタ＆旭区うまいもん祭り2019出演
2019.11 結婚パーティ出演
2019.11 outside Park in 森林公園出演
2019.11 横浜アリーナ「秋のヨコアリくんまつり」出演
2019.11 小松成美の人成塾出演
2019.11 文教大学「ホームカミングデー」出演
2019.12 F-connect×南高校チャリティーフットボール powered by Criacao出演
2019.12 三条市下田「あいざわ保育園サッカー教室」出演
2019.12 富士通スタジアム川崎「NPO法人心技体イベント」出演
2020.01 CEO BAWL2020出演
2020.01 リハビリデイサロン「海」イベント出演
2020.02 おなづか放課後ひろばイベント出演
2020.02 横浜市立浦島小学校「石田選手とフットバッグを楽しもうの会」出演
2020.03 富士通スタジアム川崎「スポーツフェスタ2020」出演
2020.06 サッカーショップKAMO「KAMO JOIN US!リフティングキャンペーン!」出演
2020.09 サッカー大会「REPLO CUP」出演
2020.10 横浜市保育園のイベント出演
2020.10 ミズベリング三条「MIZUBERING MARCHE」
2020.10 オンライン「アスリートと子どもたちの出会いの日」出演
2020.11 漢学の里しただ「ザ・米フェス 2020 in 下田」出演
2020.11 代々木公園「ベトナムフェスティバル2020」出演
2020.11 三条市「さわやかサロン」出演
2020.11 三条パール金属スタジアム「三条マルシェ」出演

### 講演
- 2013.01 旅交流会講演

2013.02 千葉県柏市立柏小学校講演
2014.11 個人事業主文化祭講演
2014.11 カナダ大使館「留学フェア」講演
2014.11 NPO法人 二枚目の名刺「Common Room for Athletes」講演
2014.12 サンクチュアリ・パブリッシングトークイベント
2015.01 横浜市教育委員会「アイカレッジ特別講座」講演
2015.05 明和町体育協会町民大会 合同開会式講演
2015.05 JFAスポーツこころのプロジェクト「夢の教室」講演
2015.06 JFAスポーツこころのプロジェクト「笑顔の教室」講演
2015.07 千葉工業大学未来ロボティクス学科
2015.07 JFAスポーツこころのプロジェクト「笑顔の教室」講演
2015.09 横浜市立浦島小学校講演
2015.10 東京都日野市立大坂上中学校講演
2015.11 江戸川区立中央図書館講演
2015.11 JFAスポーツこころのプロジェクト「夢の教室」講演
2015.11 JFAスポーツこころのプロジェクト「笑顔の教室」講演
2015.11 文教大学「ホームカミングデー」講演
2015.12 JFAスポーツこころのプロジェクト「笑顔の教室」講演
2016.06 JFAスポーツこころのプロジェクト「夢の教室」講演
2016.10 神奈川ロータリークラブ講演
2016.11 文教大学講義
2017.02 鎌倉中央ロータリクラブ講演
2017.04 スポーツビジネス研究会講演
2017.04 江戸川区立中央図書館講演
2017.11 文教大学「ホームカミングデー」講演
2017.11 横浜市立浦島小学校講演
2018.01 横浜市学校保健会神奈川支部保健大会講演
2018.02 川崎市立野川小学校講演
2018.08 キッズベースキャンプ∞二子玉川講演
2018.08 文教大学付属小学校講演
2018.10 キッズベースキャンプ∞武蔵小杉講演
2018.10 キッズベースキャンプ五反田・大崎講演
2018.12 鹿児島県薩摩郡さつま町中学校「さつま町中学校合同学習会」講演
2019.01 横浜市立仲尾台中学校講演
2019.03 タイムマシン講義「現代のサムライが教える夢の叶え方」
2019.06 若葉台地区センター「夢活」
2019.07 神奈川県立産業技術短期大学校
2019.11 神奈川県専修学校各種学校協会
2020.01 大原簿記情報ビジネス専門学校
2020.01 JAPANサッカーカレッジ
2020.02 横浜市立浦島小学校
2020.10 三条市立大浦小学校
2020.11 新潟市立女池小学校
2020.11 三条市立長沢小学校
2020.12 三条市立笹岡小学校
2020.12 三条市立女池小学校「社会福祉とは」
2020.01 JAPANサッカーカレッジ
2022.02 大原学園宇都宮校「外部特別講演」

### スクール
- 2013.03 JFC FUTURO

2013.05 ジュニオールSC
2013.09 宇宙一受けたい授業
2014.01 ジャグリングショップナランハスクール
2014.03 極真館品川城南支部
2014.06 2FAST Soccer School Japan
2014.06 デイサービスセンター生活リハビリクラブ麻生
2014.06 個人事業主体験会
2014.08 横浜ドイツ学園
2014.09 クラブテアトロ
2014.11 トライフットボールフィールド一橋学園
2014.12 三浦スポーツ＆カルチャークラブ
2014.12 越谷シリウスフットボールクラブ
2015.05 SPIRITBEARS
2015.08 横浜若葉台地区センター「石田プロからフットバッグを習おう」
2015.08 総合体育研究所神奈川スクール
2015.09 ジュニオールSC
2015.11 サッカークラブ「AC等々力」
2016.06 代官山ティーンズ・クリエイティブ「ミート・ザ・クリエーターズ」
2016.09 フットサルスクエア久里浜
2016.10 代官山ティーンズ・クリエイティブ「ミート・ザ・クリエーターズ」
2016.10 港区高輪児童館「フットバッグを体験しよう！」
2017.03 代官山ティーンズ・クリエイティブ「ミート・ザ・クリエーターズ」
2017.04 横浜市立市が尾中学校＆あざみ野中学校
2017.06 JFL enjoy soccer Presented by umbro
2017.06 代官山ティーンズ・クリエイティブ「ミート・ザ・クリエーターズ」
2017.11 代官山ティーンズ・クリエイティブ「ミート・ザ・クリエーターズ」
2017.12 横浜市立新田中学校
2018.03 中里学童クラブ
2018.04 代官山ティーンズ・クリエイティブ「ミート・ザ・クリエーターズ」
2018.10 代官山ティーンズ・クリエイティブ「ミート・ザ・クリエーターズ」
2019.01 若宮サッカークラブ
2019.01 津田山FC
その他、日本サッカー協会「夢先生」、
スポーツジャングル10フットバッグスクール、プライベートレッスンを定期開催